# 統合整備計画
統合整備計画（とうごうせいびけいかく）とは、1989年（平成元年）のOVA『機動戦士ガンダム0080 ポケットの中の戦争』においてガンダムシリーズの『一年戦争』時代（宇宙世紀0079年）に存在したと設定された（後述）架空の軍事計画。

## 概要
提唱者はマ・クベ（当時中佐）、提唱時期は開戦間もない宇宙世紀0079年2月だったとされる。
ジオン公国軍モビルスーツ（以下MS）の
- メーカーごとに異なる部材や部品
- 装備
- コックピットの操縦系の規格・生産ライン

を統一することにより、生産性や整備性の向上、機種転換訓練時間の短縮を図った計画である。
また、兵士の不足による学徒動員などを見越し、操作系のフォーマットを統一することで未熟なパイロットでもMSを効率的に運用することも目的としている。
しかし、実際に本計画が実行されたのは大戦末期にゲルググが完成して量産された後であり、全兵器を統合するには時間的に手遅れだった。しかも、これらの新規格機は在来機とは文字通り一目でわかるほど外見上の規格が異なり、機体のパーツどころか携行火器やその弾薬さえまったく互換性がなかった（また、上記設定に反して新規格機同士でもほとんど外見上の共通点が見られない）。当然、生産や整備、乗員の再訓練の手間は改善どころか悪化したものと思われたうえ、戦局の悪化やマ・クベが失脚・戦死したこともあり、戦局に影響を与えるほどの数は量産配備されなかった。
なお、本計画の副産物として開発されたシュツルム・ファウストをはじめとする新規格携行火器は、新規格機自体よりも広く普及し、後年のデラーズ紛争や第二次ネオ・ジオン抗争、そしてラプラス戦争においても使用されている。
漫画『虹霓のシン・マツナガ』で高機動型ザクII（R型）の試作中に、一部の優秀な熟練パイロット向けとなるR型正式採用を取り止める形で、マ・クベ少佐が統合整備計画を採用させるよう画策する。結果としてキシリア少将にR型正式採用（少数生産）と共に統合整備計画の正式許諾を得て、マ・クベは地球へ赴く。
漫画『機動戦士ガンダム バンディエラ』第39話では統合整備計画の効用として少数生産機の開発が容易になったことがマ・クベ（および副官のウラガン）から説明されおり、『機動戦士ガンダム バンディエラ』主人公専用機が登場している。

## 統合整備計画によって開発されたモビルスーツ
- MS-06FZ ザクII改
- MS-09R-2 (MS-09RII) リック・ドムII（ツヴァイ）
  - 『0080』以外の映像作品に登場したのは、上記の2機のみである。
- MS-14JG ゲルググJ（イェーガー）
- MS-18E ケンプファー
- MSM-03C ハイゴッグ
- MSM-07E ズゴックE
- MS-15KG ギャン・クリーガー （ゲーム『機動戦士ガンダム ギレンの野望 ジオン独立戦争記』に初登場）
- EMS-10Le レプス
- 簡易型ガンダム（『機動戦士Gundam GQuuuuuuX』において制式採用されたモビルスーツ。ゲルググが開発中止になる）

## 設定の経緯
『0080』が製作された当初、「この作品に登場する出渕裕デザインのMSは、初代『機動戦士ガンダム』に登場した大河原邦男がデザインしたMSの外見を当時の時代性に合わせて見劣りの無いようにリファインしただけのもので、設定上は同じものである」とされていた。しかし、『0080』の第1巻発売直前にプラモデルの商品展開の都合もあり、本作に登場するのは初代に登場したMSそのものではなく、それを改良したものであるという具合に設定が変更され、「ザク改」「ジム・コマンド」などといった固有の名称が新たにつけられた。そして改良型が生まれたことに対する説得力を深めるため、「統合整備計画」の設定が付加された。
但し出渕裕デザインのMS全てに「統合整備計画」の設定が付加された訳でなく、『0080』のデザインを流用する形で作られた『SDガンダム　夢のマロン社 〜宇宙の旅〜』に一年戦争のMSとしてSDではないリアルタイプMSが複数登場(後述の二機以外にゴッグカラーのハイゴッグ、量産型ズゴックカラーのズゴックE、量産型ゲルググカラーのゲルググイェーガーなど)するが、胸にエアスクープのあるグフやアレックスっぽいデザインのガンダムなど設定が定まっていない物もある。同作に登場するグフやゲルググイェーガーは『0080』に即した一年戦争写真集的な本である『MS-ERA』にも登場する。(MS-ERAにはビグザム、ビグロ、ザクレロなどの出渕裕デザインMAも掲載されているが統合整備計画の設定には含まれない。)また時期的なものか『魔法の少尉ブラスターマリ』に登場する主役機である旧ザク(通称：1日ザク)にもザクII改に準ずるデザインが施されている。
宇宙世紀を題材にしたガンダム作品における後付け設定には、現実にナチス・ドイツが行った計画をヒントにしたものがいくつかあり、統合整備計画も「シュペーア・プラン」をモデルとしている。